# 水滸伝・天導一〇八星
『水滸伝・天導一〇八星』（すいこでん・てんどうひゃくはちせい）は、1997年に光栄（現・コーエーテクモゲームス）から発売された歴史シミュレーションゲーム。前作『水滸伝・天命の誓い』同様、中国の明の時代に書かれた四大奇書の一つである小説『水滸伝』を題材にしている。1人プレイ専用。
Windows版の発売後、家庭用ゲーム機などに移植された。また、「コーエー定番シリーズ」などの廉価版も発売されている。

## 概要
本作では前作の世界観や基本ルールを踏襲しつつ、登場人物が増加し（約350人）、一人一人が職業レベルを持つことで更に彼らの個性が表現された（例えば職業「盗賊」を持っていると、罠の設置と探知・物品を盗む・捕虜救出などが可能になる）。また、ミニスケープ形のいわゆる「箱庭内政システム」によって自己の要塞の発展が表現され、戦争が必ずしも土地の占領を目的としないことや領土の拡大がデメリットにもなり得るシステムが搭載されていた。ゲームの目的は前作同様朝廷の奸臣高俅の打倒だが、「要塞発展」を主軸にするシステムのためか、北宋末の全土が舞台であった前作と違い、『水滸伝』にまつわる土地のみで、いわゆる「国数」が減少している。また前作では「人気」を250まで上げれば勅令が発せられたのに対し、本作では1000まで上げる必要がある。また本作では、条件次第でタイムリミットが延期される点も異なる。
家庭用ゲーム機版では、全ての人物の顔グラフィックが一新されている他、『水滸伝』同様四大奇書に数えられる『金瓶梅』の登場人物やイベントが追加された代わりに、容量の都合で、要塞やコマンドの数が減り、要塞マップも狭くなっている。
なお、Windows版はWindows XP及びWindows 2000での動作保証がされていないが、コーエーはXPでも互換モードにより動作することがあるとしている。
音楽はつのごうじ、キャラクターデザインは宇野道夫。

## ゲームの流れ
本作では基本的にはリアルタイム制で進行し、戦争時のみターン制となる。
プレイヤーが選んだ好漢が放浪中の場合はまずは要塞を構える必要がある。放浪中は「地域移動」と「旗揚げ」しか選択できず、仲間を集めつつ要塞を構えるのに適した場所を探すこととなる。前作と異なり既に勢力の存在する場所では旗揚げはできない。
要塞を構えたらまずは周りに施設を建設したり配下を登用したりして、要塞を発展させる必要がある。最初は食糧確保のため「田畑」や「漁場」を作っていくこととなる。さらに施設は建てるだけではなく、その施設で配下を働かせる必要もある。後述のように職業により施設建設の可否や働かせる際の適性が異なる。
住民が増え、要塞が賑わってくると、その証として「民家」が増えてくる。すると次第に「人気」も上がっていくこととなる。また並行して軍備を整え、他勢力を攻める準備も行う必要がある。要塞の人口が増えたり、猛獣退治を行ったり、戦争に勝利したりすることで「人気」を上げていき、1000に達すると討伐の勅令が降りることとなる。

## 人物データ
前作同様、各人物は次のようなパラメータを持つ。
- 腕力　-　腕っぷしの強さ。高いほど戦争時の攻撃効果が上がる。開発時、要塞内の警戒時にも関係してくる。
- 技量　-　武器を扱う腕前。高いほど戦争時の攻撃力が上がる。労働時にも関係してくる。
- 知力　-　知識や賢さ。外交時、開発時に影響してくる。
- 忠義　-　忠誠の強さ。
- 仁愛　-　人々への思いやり。
- 勇気　-　危険なことへ立ち向かう勇気の強さ。

また原作での人間関係も「夫婦」「親類」などとしてゲームに取り入れられている。主に一騎討ちでの特殊な会話や、人物の加入や離反など特殊イベント（家庭用ゲーム機版のみ）などに影響する。

## 職業
本作では各人物はそれぞれ1つないし2つの職業を持っており、職業により実行できるコマンドや実行した際の効果が異なる。コマンドを実行するごとに職業経験値が上がり、その数値が1000になると職業レベルが上がる。職業レベルは最大5まで存在する。
また、合戦中に「高揚」状態になると、まれに特定の範囲内にいる敵味方の人物に対し、特殊な効果を発生させることがある。効果は職業によって異なる。
職業には無法者、商人、工人、村人、芸人、学士、道士、医者、盗賊、山人、船乗り、酒屋、小娘、色男、力士の15種類がある。詳細は次の通りである。
| 職業   | Lv1      | Lv2    | Lv3      | Lv4      | Lv5    | 向いている職業                                                         | 特殊効果                                                                 |
| ------ | -------- | ------ | -------- | -------- | ------ | ---------------------------------------------------------------------- | ------------------------------------------------------------------------ |
| 無法者 | ならず者 | 侠客   | 壮士     | 勇者     | 豪傑   | 【軍事】〔軍備を整える〕の「訓練」                                     | 高揚時に宴会、睡眠、泥酔などの勝手行動中の味方を注意し、通常の状態に戻す |
| 商人   | 露天商   | 行商人 | 問屋     | 豪商     | 大富豪 | 【開発】〔施設で働く〕の「市場」                                       |                                                                          |
| 工人   | 徒弟     | 職人   | 熟練工   | 名工     | 巨匠   | 〔施設で働く〕の「鍛冶場」・「造船所」、〔施設を建てる〕の「水門」     |                                                                          |
| 村人   | 小作     | 農夫   | 庄屋     | 大旦那   | 豪農   | 【開発】〔施設で働く〕の「田畑」                                       |                                                                          |
| 芸人   | 大道芸人 | 前座   | 真打ち   | 花形     | 達人   | 【開発】〔施設で働く〕の「盛り場」                                     |                                                                          |
| 学士   | 書生     | 学士   | 秀士     | 碩学     | 賢者   | 【対外】〔他の塞に外交に赴く〕                                         | 高揚時に敵1体を説得し、睡眠か混乱状態にする                              |
| 道士   | 修験者   | 方士   | 道士     | 魔君     | 真人   | 【開発】〔施設で働く〕の「道観」                                       |                                                                          |
| 医者   | 藪医者   | 町医者 | 名医     | 大医     | 神医   | 【開発】〔施設で働く〕の「病院」                                       | 高揚時に味方の体力を回復させる                                           |
| 盗賊   | こそ泥   | 泥棒   | 大泥棒   | 義賊     | 怪盗   | 【対外】〔計略を仕掛ける〕、【開発】〔施設を建てる〕の「罠」           | 合戦時に、移動範囲内にある敵要塞に仕掛けられた罠の有無を報告する         |
| 山人   | 野人     | 猟師   | 野伏     | 獣使い   | 山の主 | 【開発】〔施設で働く〕の「牧場」、【山野で狩猟をする】、【木を植える】 |                                                                          |
| 船乗り | 水夫     | 漁師   | 船頭     | 水賊     | 大水賊 | 【開発】〔施設で働く〕の「漁場」                                       |                                                                          |
| 酒屋   | お茶子   | 茶屋   | 杜氏     | 造り酒屋 | 蔵元   | 【開発】〔施設で働く〕の「酒場」                                       |                                                                          |
| 小娘   | 小娘     | 美人   | 佳人     | 傾城     | 傾国   | 【人事】〔気の合う仲間を探す〕で男性に                                 | 高揚時に敵男性人物を魅了し、宴会状態にする                               |
| 色男   | 遊び人   | 放蕩者 | 女たらし | 伊達男   | 貴公子 | 【人事】〔気の合う仲間を探す〕で女性に                                 | 高揚時に敵女性人物を口説き、混乱状態にする                               |
| 力士   | 三下     | 強者   | 関取     | 仁王     | 金剛   | 【軍事】〔軍備を整える〕の「訓練」                                     | 高揚時に土俵入りし、味方の小物の士気が最大になる                         |

## シナリオ
1101年　一、「魯智深、五台山を大いに騒がし、武松、景陽岡に虎を打つ」
選択できる好漢　魯智深・楊志・武松・林冲（以上放浪中）・史進（少華山）
1103年　二、「晁蓋、梁山泊の主となり、宋江、罪人として江州に下る」
選択できる好漢　魯智深（二竜山）・晁蓋（梁山泊）・李俊（掲陽鎮）・李応（李家荘）・樊瑞（芒碭山）・宋江（清風山）・李逵（放浪中）
1120年　三、「遼国、野心持ちて宋を窺い　大宋、奸臣賊徒の跳梁に苦しむ」（隠しシナリオ）
選択できる好漢　宋江（梁山泊）・田虎（汾陽）・王慶（房山）・方臘（清渓）・耶律輝（燕京）
シナリオ三は隠しシナリオで、シナリオ一か二を一度コンプリートするとプレイ可能となる。